# Нубук

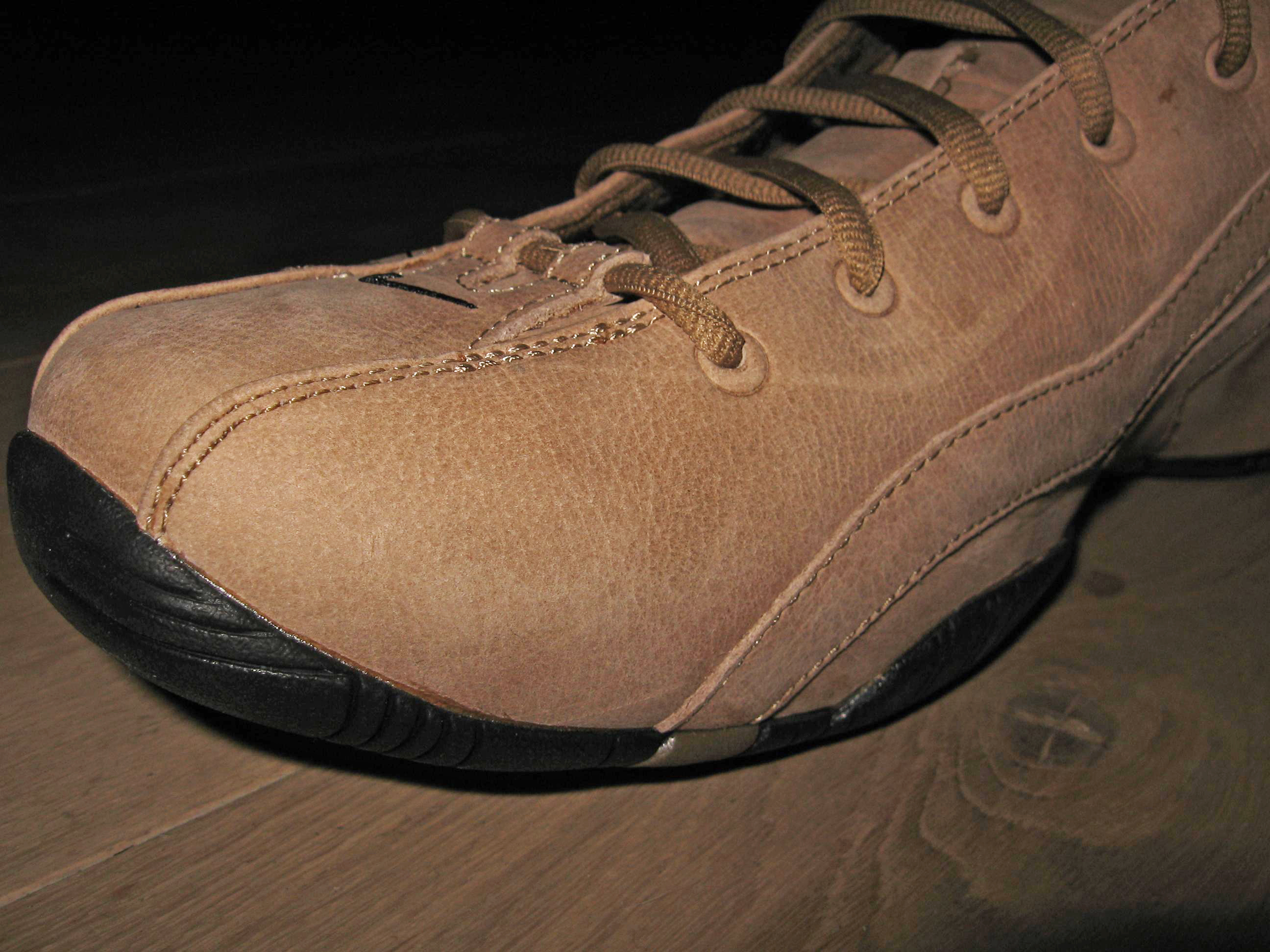
Черевик з нубуку

Нубу́к (англ. nubuck) — це шкіра дорослих тварин з повністю знятим верхнім шаром. Назва, ймовірно, походить від англійських слів new («новий») + buck («олень»).

## Особливості
Матеріал має дуже добре відшліфовану, щільну на дотик поверхню. Ворс дуже дрібний, легко порушується. Через те, що верхній шар знятий, така шкіра втрачає частину захисних властивостей, і її доводиться сильно просочувати жиром. Під час чищення таких виробів жир або сильно виділяється, або, на світлих виробах, проступає наверх у вигляді почорнінь.
З нубуком в хімчистці працюють майже так само, як з хутряним велюром або замшею, але є свої тонкощі. Зазвичай вони полягають в додатковій обробці спеціальними жирами, а також в незначній добавці до анілінових (проникаючих) барвників плівкоутворюючих засобів.